# Entiminae
Los entiminos (Entiminae) son una gran subfamilia de curculionidos. La subfamilia agrupa alrededor de 1150 géneros con más de 12.200 especies. Las especies de esta subfamilia se conocen informalmente como "adelognatha" (Del griego Adelos = invisible, escondido; Gnathos = mandíbula), reconocidos comúnmente como los gorgojos de trompa corta y ancha. Incluyendo a géneros como Otiorhynchus, Phyllobius y Sitona. Algunos entiminos son de importancia agrícola, al crear serios daños a los planteles productivos. 

## Importancia agrícola
El burrito de la vid, Naupactus xanthographus, es una especie muy estudiada en el Cono Sur de América debido a los daños que provoca en frutales. Las larvas atacan a los sistemas radicales, mientras los adultos defolian la parte verde de la planta. Se tiene registro de la presencia de Naupactus xanthographus en Brasil, Argentina, Paraguay, Uruguay y Chile.
En España Otiorhynchus cribricollis, llamado comúnmente otiorrinco, es una plaga que puede significar altas pérdidas económicas. Es una especie polífaga que ataca a frutales y hortalizas indistintamente. Otiorhynchus cribricollis es originario de Europa meridional y mediterránea aunque está extendido por el norte de África. Se ha introducido accidentalmente también en Estados Unidos, Australia y Nueva Zelanda. Al no poseer alas, las barreras físicas son capaces de evitar su acceso a las zonas de interés.

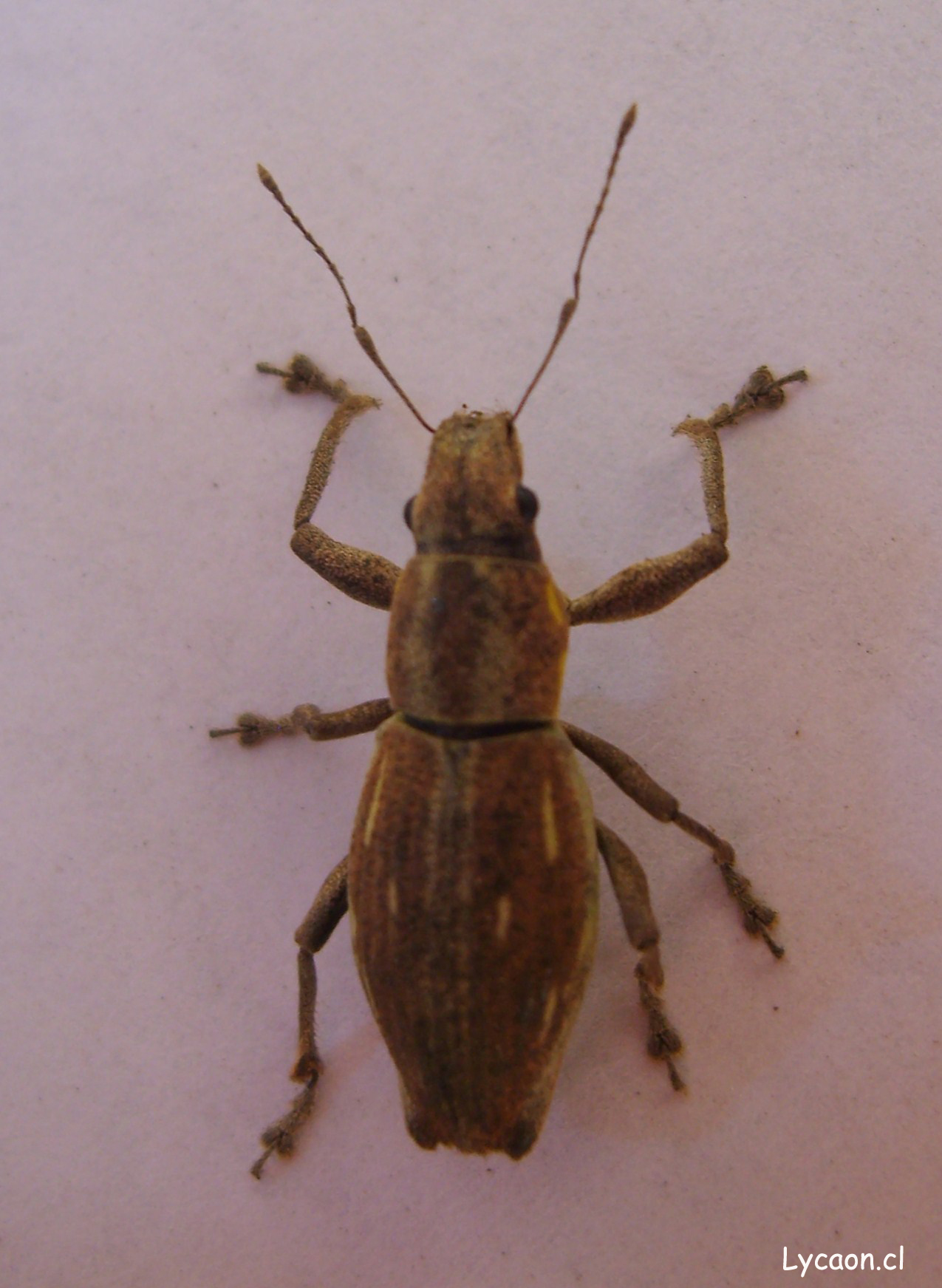
Naupactus xanthographus

## Tribus
Algunos géneros y especies notables también aparecen en la lista.
| - Agraphini - Alophini - Anomophthalmini - Anypotactini - Blosyrini - Brachyderini - Celeuthetini - Cneorhinini - Cratopini - Cylydrorhinini - Cyphicerini - Dermatodini - Ectemnorhinini - Christensenia - Elytrurini - Embrithini - Entimini - Episomini - Eudiagogini - Eupholini - Eupholus - Gymnopholus - Eustylini - Diaprepes - Diaprepes abbreviatus | - Geonemini - Trigonoscuta - Holcorbinini - Hormorini - Laparocerini - Leptostethini - Lordopini - Mesostylini - Myorhinini - Nastini - Naupactini - Naupactus - Nothognathini - Omiini - Oosomini - Ophryastini - Ophtalmorrhynchini - Otiorhynchini - Ottistirini - Pachyrhynchini - Peritelini - Phyllobiini - Otiorhynchus - Phyllobius | - Polycatini - Polydrusini - Polydrusus - Premnotrypini - Pristorhynchini - Prypnini - Psallidiini - Rhyncogonini - Rhyncogonus - Sciaphilini - Brachysomus - Sitonini - Sitona - Tanymecini - Hadromeropsis - Tanyrhynchini - Thecesternini - Trachyphloeini - Tropiphorini - Rhinoscapha - Typhlorhinini |

## Galería

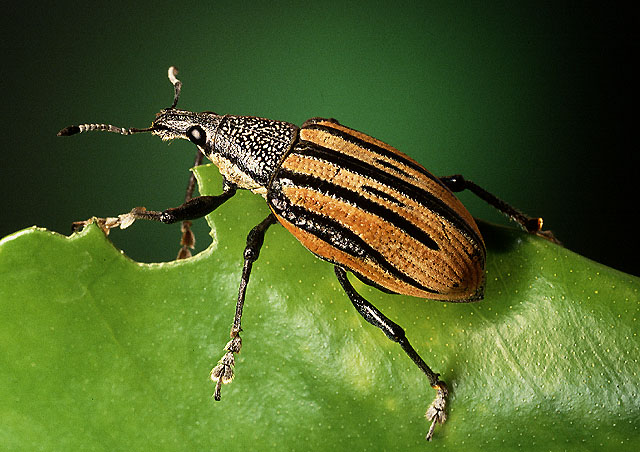
Diasprepes sp.
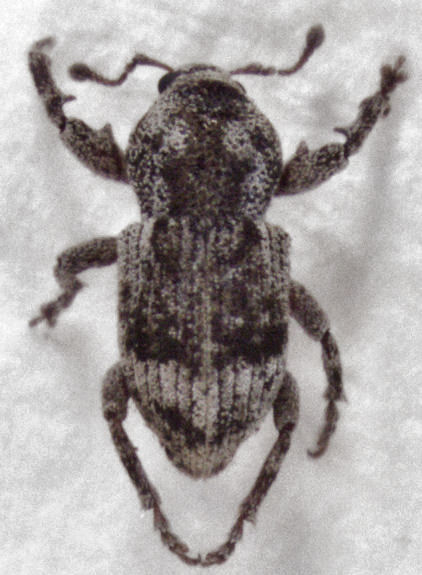
Maleuterpes spinipes
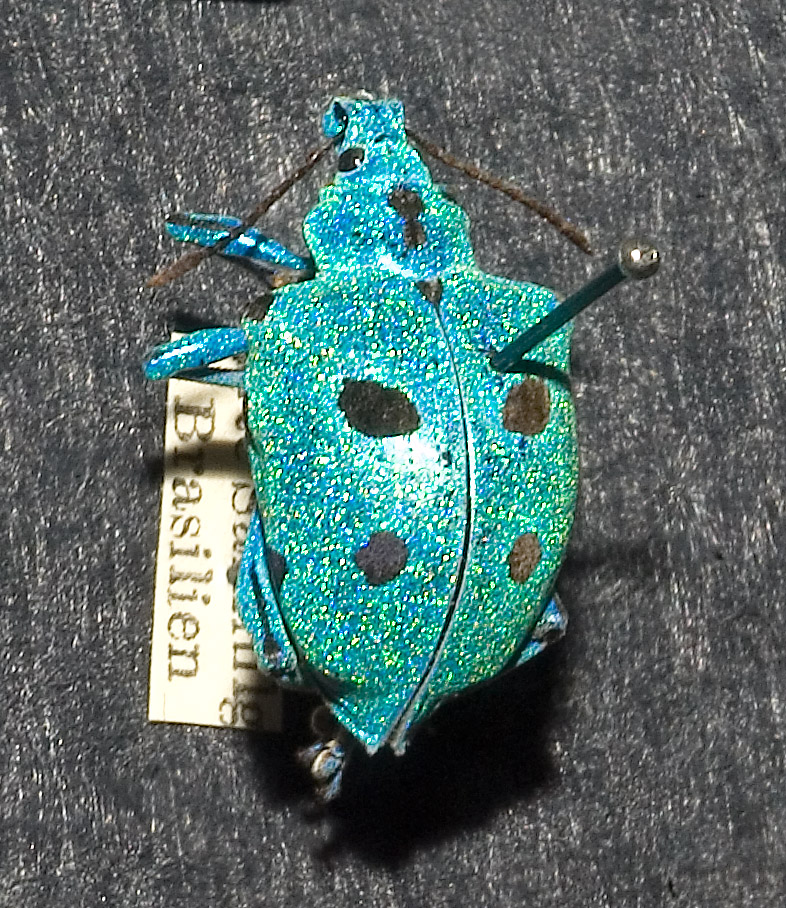
Polyteles coelestinus
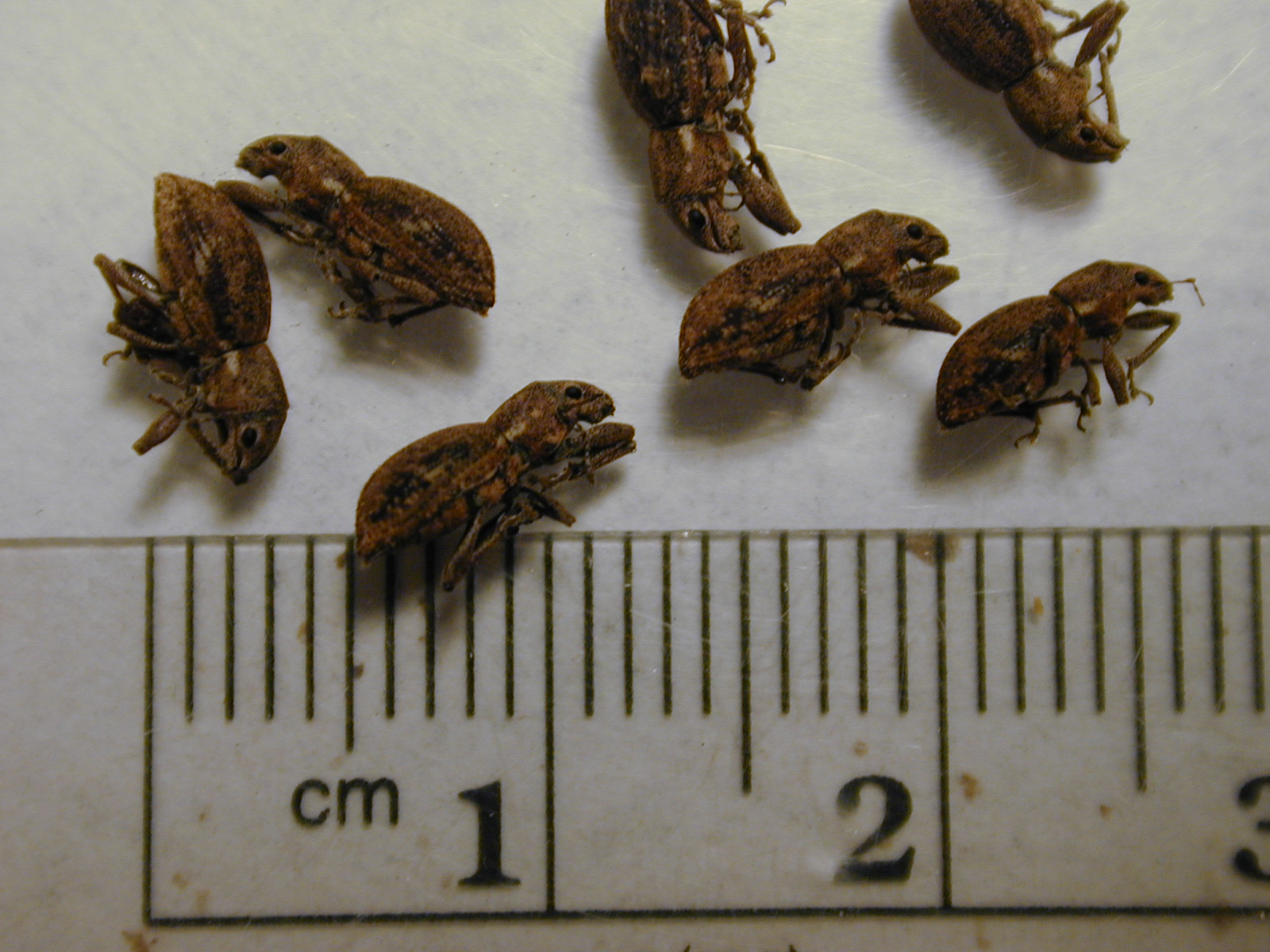
Asynonychus
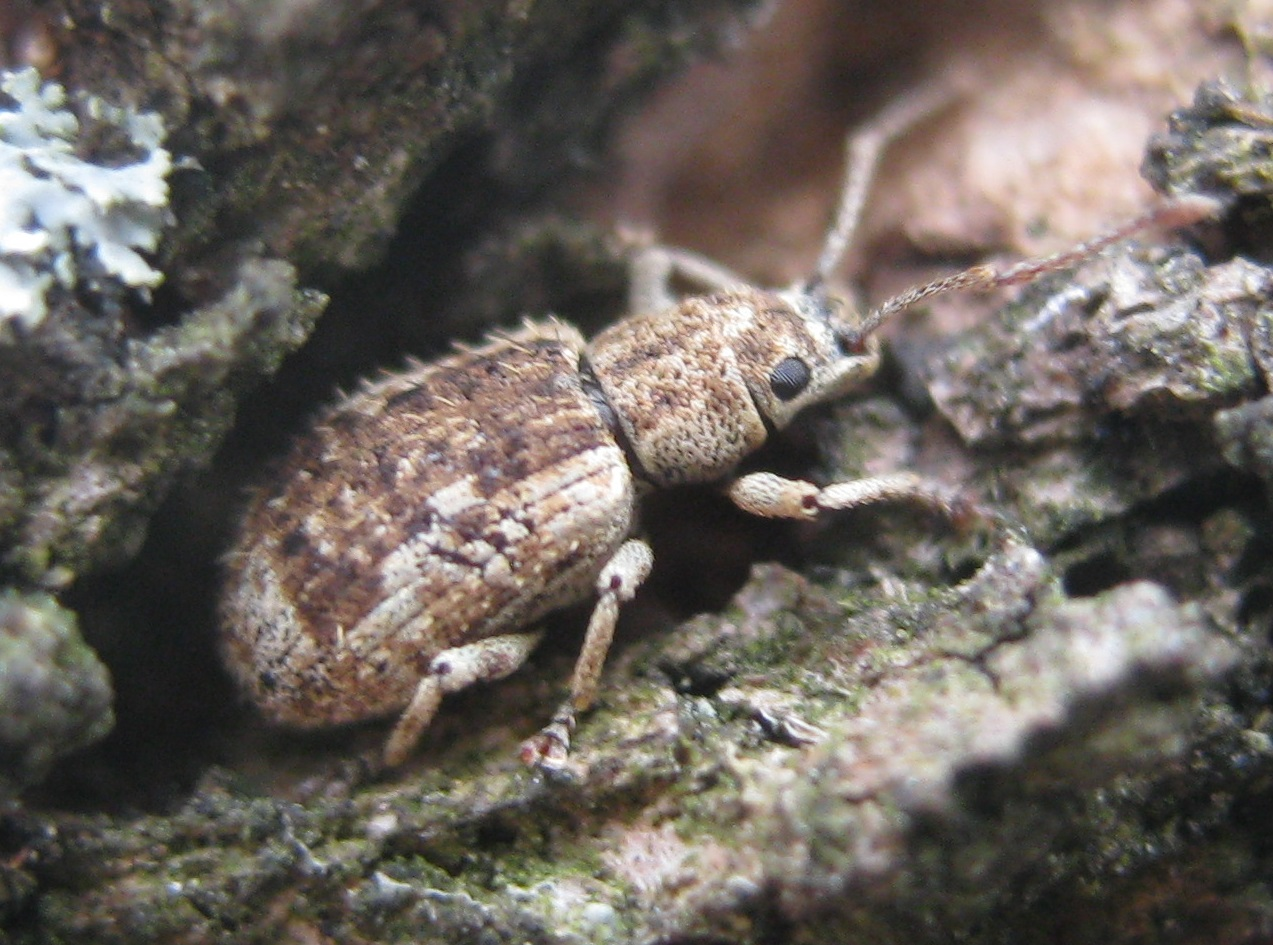
Pseudoedophrys hilleri
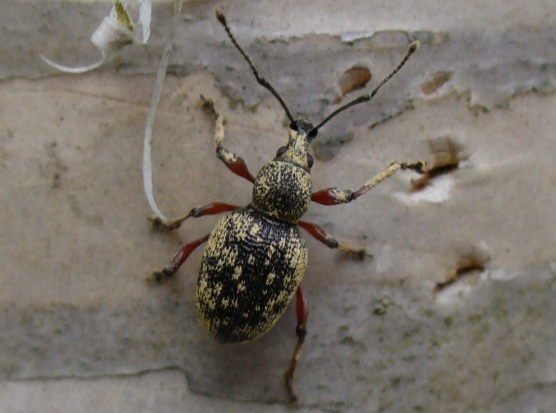
Otiorhynchus sp.
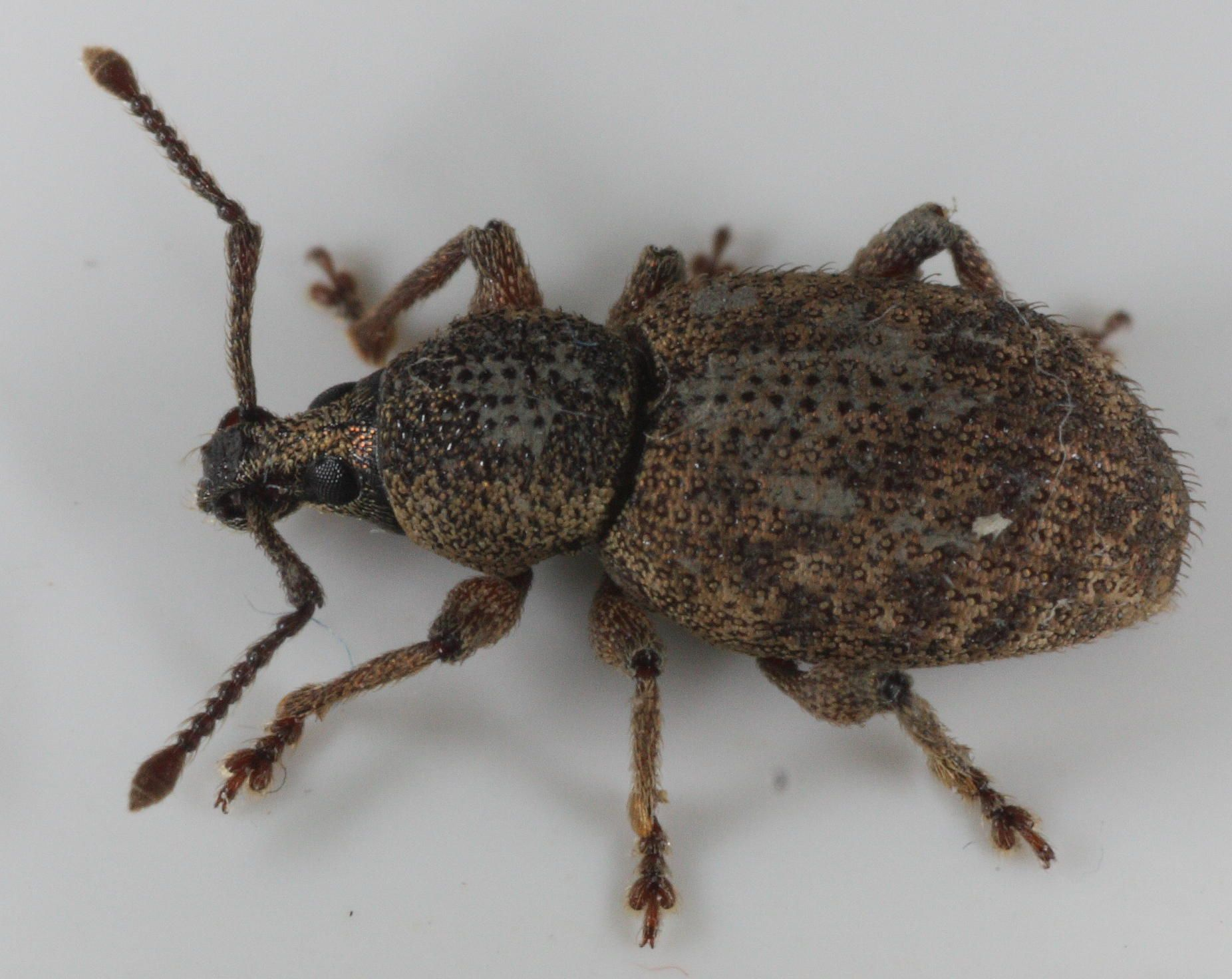
Otiorhynchus scaber